# Bibbiano
Bibbiano ist eine italienische Gemeinde (comune) mit 10.221 Einwohnern (Stand 31. Dezember 2023) in der Provinz Reggio Emilia in der Emilia-Romagna. Die Gemeinde liegt etwa 13 Kilometer südwestlich von Reggio nell’Emilia und etwa 18 Kilometer südöstlich von Parma. Westlich von Bibbiano fließt die Enza.

## Geschichte
Die Ursprünge Bibbianos können kaum festgelegt werden: Siedlungsreste aus der Steinzeit sind zwar nachweisbar, eine feste Siedlung hat vermutlich erst in der römischen Antike bestanden, die Vibianus oder Baebianus fundus geheißen haben mag und ein fruchtbares Gebiet bezeichnete.
Im Sommer 2019 wurde die Stadt erschüttert durch einen Kinderhandel-Skandal.

## Verkehr
An der nichtelektrifizierten Bahnstrecke von Reggio nell’Emilia nach Canossa-Ciano d’Enza liegt der Haltepunkt von Bibbiano. Auch der Ortsteil Piazzola hat einen weiteren Haltepunkt.

## Persönlichkeiten
- Giovanni Battista Venturi (1746–1822), Physiker